# Alejandro Parisi
Alejandro Parisi (Buenos Aires, 1976) es un guionista y escritor argentino.
Ha escrito obras sobre la inmigración a la Argentina y el Holocausto.

## Selección de obras
Novelas
- Delivery (Sudamericana, 2002).
- Un caballero en el purgatorio (Sudamericana, 2012).
- Con la sangre en el ojo (Grijalbo, 2015).
- Su rostro en el tiempo (Sudamericana, 2016).
- Trilogía del Holocausto:
  - El ghetto de las ocho puertas (Sudamericana, 2009);
  - La niña y su doble. Basada en la vida de Nusia Stier de Gotlib (Sudamericana, 2014);
  - Hanka 753. Basada en la vida de Hanka Dziubas Grzmot (Sudamericana, 2017).
- Los pájaros negros (Sudamericana, 2021).

Televisión
- Cazadores de sonidos (2019, guionista)